# БАС-750
БАС-750 — российская Беспилотная авиационная система, в состав которой входят два тяжёлых БПЛА вертолётного типа, а также две наземные станции управления и обеспечения полетов. БПЛА предназначен для транспортировки грузов до 200 кг. В типовой конфигурации оснащён оптико-электронной системой, пятью камерами кругового обзора день-ночь, возможностью возврата в пункт отправления при отсутствии спутниковой связи.
БАС-750 предназначен для грузоперевозок, может выполнять поисковые работы, аэрофотосъемку, производить мониторинг сельскохозяйственных угодий, дорог, водоемов, объектов нефтегазовой инфраструктуры, линий энергоснабжения, связи и трубопроводов.
БПЛА впервые был представлен на выставке Армия-2022
. Разработан белорусским КБ «Беспилотные Вертолеты». Построен по одновинтовой схеме с рулевым винтом. Хвостовое оперение с одним килем, шасси аппарата лыжного типа.

## Тактико-технические характеристики
Источник данных: "Уголок неба"

Технические характеристики
- Грузоподъёмность: 200 кг
- Длина: 8,3 м
- Высота: 2,27 м
- Максимальная взлётная масса: 750 кг
- Масса топлива во внутренних баках: 130 кг (175 л бензина)
- Силовая установка: 1 ×

Лётные характеристики
- Максимальная скорость:  180 км/ч
- Крейсерская скорость: 160 км/ч
- Боевой радиус: 100 км
- Практическая дальность: 550 км
- Практический потолок: 3500 м
- Статический потолок: 1500 м